# اريك فون روزين
اريك فون روزين (بالسويدية: Eric von Rosen)‏ هو مستكشف وإنثوغرافي ‏ وسياسي سويدي، ولد في 2 يونيو 1879 في ستوكهولم في السويد، وتوفي بنفس المكان في 25 أبريل 1948. حزبياً، نشط في الكتلة الاشتراكية الوطنية.

## روابط خارجية
- اريك فون روزين على موقع قاعدة بيانات الأفلام السويدية (السويدية)